# 長沼三徳
長沼 三徳（ながぬま さんとく、生年不詳 - 慶長5年8月23日（1600年9月30日））は、戦国時代から安土桃山時代にかけての武将である。通称は三徳斎、三徳入道となる。子に長沼藤治兵衛、彩雲がある。

## 生涯
美濃国加治田城主・佐藤忠能から斎藤利治、斎藤利堯まで家老として仕え重きをなした。
堂洞合戦、関・加治田合戦、加治田・兼山合戦を戦った。加治田合戦では三徳櫓で防戦したが、嫡子藤治兵衛を失った。
斎藤利堯の病死後、後継人を決めていなかったことにより加治田を含めた家中は分裂し、森氏によって斎藤領が糾合されると、三徳は浪人し、古参の盟友である西村治郎兵衛と共に利治の子（斎藤義興、斎藤市郎左衛門）を絹丸村捨堀で養育し正室院を保護した。治郎が亡くなった後、意思を継ぎ利治の子二人を後に織田秀信に仕えさせた。その後は、加治田衆のまとめ役（村役）となり、織田秀信に仕え、絹丸村に屋敷を構えて隠棲した。
慶長5年（1600年）、関ヶ原の戦いの岐阜城の戦いでは秀信より招きがあり、「死地を与えられたことは武人の本懐」と喜んで、80過ぎの老齢ながら経帷子、経頭巾、経羽織、猿の毛皮に覆輪をとり着、白葦毛の乗って入城して、七曲の戦いで戦死した（『永禄美濃軍記』）。法名は三徳道乾居士。墓碑は龍福寺にある。

## 子孫・逸話
加治田・兼山合戦では、本丸御殿を囲むように西櫓砦には西村治郎兵衛、東櫓には堅固な三徳櫓を築き、長沼三徳自身が守備し、森勢を一点に引き受け、治郎との連携により撃退し、加治田城攻城戦に勝利した。
七曲の戦いにおいては、後見役として斎藤義興と斎藤市郎左衛門と共に一緒に戦い、最後は斎藤兄弟の盾となった。
長沼家はその後、次男の彩雲が跡を継いで、加治田で庄屋などの村役を務めた。現在でも加治田城下町に長沼家子孫が続いている。
旧屋敷は同地の新町白山神社の西にあったと言われ、裏山に三徳岩と称する大岩がある。
森可成は嫡男の長沼藤治兵衛を大のお気に入りで碧松院の婿養子として何度も頼み込んだが、三徳は断り続けたのは、信長からの縁付の命があった。